# Made in Hong Kong (And in Various Other Places)
Made in Hong Kong (And in Various Other Places) é um EP da banda finlandesa de metal sinfônico Nightwish, lançado a 11 de março de 2009.
O EP foi lançado em formato de MCD e foi gravado ao vivo pela banda durante a ainda existente turnê mundial "Dark Passion Play World Tour". O MCD traz como bônus um DVD contendo imagens da banda de Israel até a América do Sul, num documentário dirigido por Ville Lipiäinen.

## Título
Após o anúncio do lançamento, foi debatido entre os fãs o fato do título ser muito diferente dos outros lançamentos da banda. No entanto, esse título se deve ao fato do compositor e tecladista, Tuomas Holopainen, já na páscoa de 2004, ter intenção de gravar um EP em Hong Kong, que deveria se chamar "Made in Hong Kong".

## Conteúdo

### MCD
| N.º | Título                                              | Compositor(es)          | Duração |  |
| 1.  | "Bye Bye Beautiful" (ao vivo)                       | Tuomas Holopainen       | 4:34    |  |
| 2.  | "Whoever Brings the Night" (ao vivo)                | Tuomas & Emppu Vuorinen | 4:24    |  |
| 3.  | "Amaranth" (ao vivo)                                | Tuomas                  | 4:17    |  |
| 4.  | "The Poet and the Pendulum" (ao vivo)               | Tuomas                  | 13:59   |  |
| 5.  | "Sahara" (ao vivo)                                  | Tuomas                  | 6:10    |  |
| 6.  | "The Islander" (ao vivo com Troy Donockley)         | Marco Hietala           | 5:25    |  |
| 7.  | "Last of the Wilds" (ao vivo com Troy Donockley)    | Tuomas                  | 6:31    |  |
| 8.  | "7 Days to the Wolves" (ao vivo)                    | Tuomas & Marco          | 7:17    |  |
| 9.  | "Escapist" (versão de estúdio)                      | Tuomas                  | 4:59    |  |
| 10. | "While Your Lips Are Still Red" (versão de estúdio) | Tuomas & Marco          | 4:18    |  |
| 11. | "Cadence of Her Last Breath" (versão demo original) | Tuomas                  | 4:14    |  |

### DVD
O DVD bônus contêm:
- Documentário sobre a Dark Passion Play World Tour
- Vídeo Clips de "Amaranth", "Bye Bye Beautiful" e "The Islander"

## Desempenho nas paradas
| País          | Parada (2009)        | Melhor posição |
| ------------- | -------------------- | -------------- |
| Alemanha      | Media Control Charts | 15             |
| Áustria       | Top 40 Albums        | 26             |
| Bélgica       | Ultratop 50          | 41             |
| Finlândia     | Finnish Albums Chart | 2              |
| França        | French Albums Chart  | 72             |
| Grécia        | Greek Albums Chart   | 4              |
| Itália        | Italian Albums Chart | 89             |
| Países Baixos | MegaCharts           | 20             |
| Reino Unido   | UK Rock Chart        | 10             |
| Chéquia       | Czech Albums Chart   | 14             |
| Suécia        | Svensktoppen         | 54             |
| Suíça         | Swiss Top 100 Albums | 38             |

## Créditos
- Anette Olzon- Vocal feminino
- Tuomas Holopainen- Teclado
- Jukka Nevalainen - Bateria
- Marco Hietala- Baixo e vocal masculino
- Emppu Vuorinen- Guitarra